# Homograf
Homografer er ord, der staves ens, men har forskellige betydninger og eventuelt, men ikke nødvendigvis, forskellige udtaler.
For eksempel bliver ordet 'dør' udtalt på to forskellige måder i sætningerne:
- Man kan gå ind ad en dør.
- Jeg dør af grin.

## Liste
- beton (lavet af bl.a. cement) - beton (betone noget)
- grafen - grafén
- kost (til at feje med) - kost (spises)
- lidt (af lide) - lidt (en lille smule)
- moden (fx tøjmode) - moden (moden frugt)
- planet - planét
- selen (værnemiddel) - selen (grundstof)
- tog (datid af tage) - tog (jernbanetog)
- træk-vinde – træ-kvinde
- vand-ret – van-dret
- aflæsning (at aflæse f.eks. en måler) - aflæsning (at aflæsse f.eks. gods)